# Armas de mujer
Armas de mujer é uma próxima série de televisão por internet de comédia e drama produzida pela Telemundo Streaming Studios, para Peacock nos Estados Unidos e HBO Max na América Latina em 2022. A série é uma história original de José Luis Acosta. Está programada para ser lançada primeiro na Latinoamérica pela HBO Max em 15 de setembro de 2022.
Esta protagonizada por Kate del Castillo, Roselyn Sánchez, Sylvia Sáenz e Jeimy Osorio, juntamente com um reparto coral.

## Enredo
A história gira em torno da vida de Ángela (Kate del Castillo), Sofía (Roselyn Sánchez), Viridiana (Sylvia Sáenz) e Esmeralda (Jeimy Osorio), quatro mulheres que estavam acostumadas a uma vida cheia de abundância graças a seus respectivos maridos. eles terão que viver sem eles; porque a polícia prende seus maridos por estarem ligados à mesma organização criminosa. Agora e mais do que nunca, Ángela, Sofía, Viri e Esme precisarão unir forças da maneira mais inusitada para enfrentar a ausência de seus maridos e conseguir seguir em frente, para isso, elas terão que confiar uma na outra e em seu menor instintos para poder tomar decisões de sobrevivência e trazer à mão as Armas Femininas que carregam dentro.

## Elenco
- Kate del Castillo - Ángela Fernández
- Roselyn Sánchez - Sofía Estrella
- Sylvia Sáenz - Viridiana "Viri" Pintos
- Jeimy Osorio - Esmeralda "Esme" Rincon
- Matías Novoa - Pablo Cabello
- Rodrigo Murray - Anselmo Zuazo
- Iván Arana - Miguel Hernández
- Mauricio Isaac - Sebastián "Sebas" Rodríguez
- Jessica Lindsay - Daniela
- Julieta Egurrola - Enriqueta Zuazo
- Héctor Suárez Gomis - Alberto
- Xabiani Ponce De León - Leonardo "Leo" Mota Pintos
- Alejandra Zaid - Marta Cabllo Fernández
- Vanessa Díaz - Elena Mota Pintos
- Jamila Hache - Ana
- Francisco Angelini - Max
- Leonrdo Ortizgris - Carlos Mota
- Anthony Álvarez - Tigre
- Polo Monarrez - Vergara

## Produção

### Em desenvolvimento
Em 17 de setembro de 2019, Armas de mujer foi anunciado como um dos títulos em desenvolvimento e —o primeiro em espanhol— para a plataforma NBCUniversal, Peacock. A série foi apresentada no final de janeiro de 2020, marco do NAPTE 2020 por Marcos Santana —presidente da Telemundo Global Studios— e Kate del Castillo. As filmagens da série começaram em 6 de fevereiro de 2021 e terminaram em abril do mesmo ano. Em 17 de março de 2022, a WarnerMedia Latin America anunciou que havia adquiriu os direitos da série para lançá-la na Latinoamérica através da HBO Max, sob a marca "Max Originals".

### Seleção de elenco
Em janeiro de 2020, Kate del Castillo foi anunciada para interpretar um dos papéis-título da série. Em 6 de fevereiro de 2021, o ator chileno Matías Novoa foi escolhido para desempenhar um papel principal. Em 12 de fevereiro de 2022, as atrizes Roselyn Sánchez, Sylvia Sáenz e Jeimy Osorio foram confirmados como o resto das atrizes que realizam os papéis-título ao lado de Del Castillo.

## Liberar
The series is set to premiere on 15 September 2022 on Peacock. HBO Max has acquired the exclusive broadcast rights to release the show in Latinoamérica.